# Öjasjön (Bredestads socken, Småland)
Öjasjön är en sjö i Aneby kommun i Småland och ingår i Motala ströms huvudavrinningsområde. Sjön har en area på 0,0585 kvadratkilometer och ligger 226,6 meter över havet.

## Delavrinningsområde
Öjasjön ingår i det delavrinningsområde (641302-144289) som SMHI kallar för Mynnar i Hyllingen. Medelhöjden är 233 meter över havet och ytan är 40,28 kvadratkilometer. Det finns inga delavrinningsområden uppströms utan avrinningsområdet är högsta punkten. Vibäckabäcken som avvattnar avrinningsområdet har biflödesordning 3, vilket innebär att vattnet flödar genom totalt 3 vattendrag innan det når havet efter 199 kilometer. Delavrinningsområdet består mestadels av skog (60 %) och jordbruk (26 %). Avrinningsområdet har 0,17 kvadratkilometer vattenytor vilket ger det en sjöprocent på 0,4 %. Bebyggelsen i området täcker en yta av 0,32 kvadratkilometer eller 1 % av avrinningsområdet.